# 溶連菌抽出物注射用
溶連菌抽出物注射用（ようれんきんちゅうしゅつぶつちゅうしゃよう）とは、抗悪性腫瘍剤、リンパ管腫治療剤の一種。溶連菌の乾燥菌体が有効成分であり、添付の生理的食塩水で溶解して利用する。商品名はピシバニール（Picibanil）、略号はOK-432。

## 有効成分
ストレプトコッカス・ピオゲネスStreptococcus pyogenes（A群3型）Su株（溶連菌の一種）のペニシリン処理凍結乾燥粉末。
この菌は増殖不能であるが生菌である。

### 添加物
1バイアル中の含有量で、製品規格（0.2KE, 0.5KE, 1KE, 5KE）によって量は異なる。
- 硫酸マグネシウム水和物（0.02〜0.48 mg）
- DL-メチオニン（0.04〜1.00 mg）
- マルトース水和物（17.69〜1.34 mg）
- ベンジルペニシリンカリウム（540〜13,470単位）
- リン酸二水素カリウム、水酸化ナトリウム、塩化ナトリウム

## 効果・効能
- 胃癌（手術例）患者及び原発性肺癌患者における化学療法との併用による生存期間の延長

化学療法に併用し、筋肉内、皮下又は皮内に注射する。
- 消化器癌患者及び肺癌患者における癌性胸・腹水の減少

漿膜腔内に注射する。
- 他剤無効の頭頸部癌（上顎癌、喉頭癌、咽頭癌、舌癌）及び甲状腺癌

腫瘍内又は腫瘍辺縁部に注入する。
- リンパ管腫

吸引リンパ管腫液量と同量を局所に注入する。

## 副作用
重大な副作用としてショック、アナフィラキシー様症状、間質性肺炎、急性腎不全。
他に発熱、膨張・発赤、疼痛など。リンパ管腫の場合は、これらに加えて白血球増加、CRP上昇など。

## 作用機序
- 腫瘍細胞に対する直接的増殖抑制
- 免疫細胞の活性化、免疫細胞にかかわるサイトカインの産出により免疫作用を増強すると考えられている。
- リンパ管腫の局所に投与することにより炎症が発生し、内皮細胞の透過性亢進作用を有するある種のサイトカインが産生する。このためリンパ液の排出が促進され、管腔が縮小すると考えられている。